# Brigitte Hörster
Brigitte Hörster (geboren 1954 in Augsburg) ist eine deutsche Rechtsanwältin. Von 1994 bis 1998 war sie Richterin am Bayerischen Verfassungsgerichtshof.

## Leben
Ausbildung
Brigitte Hörster studierte Rechtswissenschaft an der Universität Augsburg.
Rechtsanwältin
In den 1980er Jahren übernahm Hörster mit einer Kollegin die Rechtsanwaltskanzlei von Hans Lafontaine in Augsburg. Sie konzentrierte sich zunächst auf die Rechtsgebiete Arbeits-, Familien- und Mietrecht. Von 1988 bis 1989 war sie im sogenannten Memminger Hexenprozess gegen den Arzt Horst Theissen mit der Verteidigung einiger Frauen betraut. Sie ist Fachanwältin für Familien- und Erbrecht.
Mediatorin
Von 1994 bis 1997 machte Hörster eine Ausbildung zur Mediatorin bei der Bundes-Arbeitsgemeinschaft für Familien-Mediation e. V. (BAFM). Damit verfolgt sie den neuen amerikanischen Ansatz, z. B. bei Scheidungen beide Parteien zu vertreten. 1999 ergänzte sie ihre Mediationsausbildung in den USA bei Gary Friedman (San Francisco) und Jack Himmelstein (New York). Seit 2003 ist sie eine vom Bundesverband Mediation in Wirtschaft und Arbeitswelt e. V. (BMWA) zertifizierte Wirtschaftsmediatorin. Im selben Jahr wurde Hörster Mitbegründerin des Instituts für Mediation, Konfliktmanagement, Ausbildung Augsburg (IMKA) und leitet es bis heute.
Hörster ist Lehrbeauftragte für Mediation und Verhandlungsführung an der Universität Augsburg.
Mitglied des Bayerischen Verfassungsgerichtshofs
Am 24. November 1994 wurde Hörster von der Landtags-Fraktion Bündnis 90/Die Grünen vorschlagen als nichtberufsrichterliches Mitglied des Bayerischen Verfassungsgerichtshof. Sie übte ihr Amt bis zum Ende der Legislaturperiode 1998 aus.
Ehrenamt
Hörster ist Mitbegründerin der Augsburger Aids-Hilfe.

## Publikationen
- Die (soziale) Gerichtshilfe zur Persönlichkeitserforschung. In: JuristenZeitung. Band 37, Nr. 3, 1982, S. 92–99.